# Spartaco (Vincenzo Vela)
Lo Spartaco è la scultura più celebre dello scultore svizzero-italiano Vincenzo Vela. Venne realizzata tra il 1847 e il 1849 ed è conservata a Lugano. Un modello in gesso si trova al museo Vincenzo Vela, a Mendrisio.

## Storia
Durante un soggiorno a Roma, Vincenzo Vela realizzò una scultura ispirandosi alla storia di Spartaco, lo schiavo ribelle che nel I secolo a.C. organizzò una rivolta di gladiatori contro i romani. All'epoca la figura di Spartaco non era molto diffusa a livello artistico, ma la vera novità era l'intento con il quale l'artista ticinese riprese questa figura. Nel 1851, Vela espose l'opera (trasposta in marmo per conto del duca Antonio Litta) alla mostra di Brera, mentre pochi anni dopo la scultura venne esposta all'esposizione universale di Parigi del 1855, dove venne premiata. 
L'opera venne trasferita molte volte tra la fine del diciannovesimo secolo e l'inizio del ventesimo: fino al 1872 si trovava a Milano, poi rimase a Trevano fino al 1881 e in seguito finì a San Pietroburgo, dove venne acquistata dalla Fondazione Keller nel 1907, per conto della Confederazione elvetica, finendo a Berna. Tre anni dopo finì a Ginevra, dove si pensò di installarla in una piazza pubblica, e fino al 1945 si trovava nel castello di Trevano. Dal 1937 appartiene alla città svizzera grazie a un lascito della Fondazione Goettfried Keller.

## Descrizione
La statua, più grande del naturale, raffigura Spartaco che avanza, mentre scende una scalinata: alcuni critici dell'epoca interpretarono questo come l'entrata nel circo del gladiatore, ma l'assenza di armi e le catene spezzate alle caviglie lasciano intendere che in realtà Spartaco stia uscendo dalla sua cella dopo essersi liberato e ribellato, come confermò in seguito lo stesso Vela. Forse i tratti del volto sono quelli dello stesso scultore. L'espressione del trace è furente, la fronte è corrucciata e la bocca è imbronciata, mentre i muscoli in tensione fanno presagire la sua risolutezza: questi non sono i tratti degli eroi classici, dal volto severo ma comunque calmo, dallo sguardo impassibile e non rabbioso e avvelenato, come quello di Spartaco.
Lo Spartaco fu una risposta del giovane artista svizzero al mondo accademico che lo aveva ritenuto incapace di affrontare il nudo artistico, che in questa disciplina era un requisito essenziale. Orbene, diversamente dalle opere giovanili di ispirazione bartoliniana, quest'opera forzava l'intensità espressiva del soggetto con un'alterazione brusca nella definizione del corpo umano tramite asimmetrie e risalti disarmonici, mettendo in scena un corpo meno ideale e più realistico.

## Analisi
Vincenzo Vela recuperò questo personaggio per simboleggiare la lotta all'oppressione e il riscatto, dei temi che erano molto attuali nella penisola italiana di quegli anni. Nel 1848, durante la cosiddetta "primavera dei popoli", l'Europa venne travolta da un'ondata di moti borghesi, che avvennero pure nei territori italiani. Milano era sotto il dominio dell'impero asburgico e tra il 18 e il 22 marzo avvennero le celebri "cinque giornate", un'insurrezione popolare che fece da preludio per la prima guerra d'indipendenza italiana. Spartaco quindi diventava il simbolo della lotta per la liberazione dei patrioti italiani. L'opera contribuì alla riscoperta della figura del gladiatore trace, che in seguito sarebbe tornato nel repertorio iconografico di molti artisti, non solo italiani.